# Ben Kantarovski
Ben Kantarovski (20 de enero de 1992, Newcastle, Nueva Gales del Sur, Australia) es un futbolista australiano, que juega como medio de contención en el Newcastle United Jets de la A-League de Australia.

## Clubes
| Club           | País      | Año    |
| -------------- | --------- | ------ |
| Newcastle Jets | Australia | 2008 - |